# Рајан Марфи (пливач)
Рајан Марфи (енгл. Ryan Murphy; Чикаго, 2. јул 1995) амерички је пливач и репрезентативац. Његова специјалности су трке леђним стилом. Троструки је олимпијски победник из Рија 2016, светски рекордер у дисциплини 100 метара леђним стилом и вишеструки светски првак у великим и малим базенима.

## Каријера
Први значајнији наступ на међународној сцени Марфи је забележио током 2011. године када је на светском првенству за јуниоре у Лими освојио бронзану медаљу у трци на 200 метара леђним стилом (са временом 1:59,63), а нешто касније у истој дисциплини поново осваја бронзану медаљу, овај пут на Панамеричким играма у Гвадалахари (тада је пливао 1:58,50).
Наредне године учестовао је на америчким трајалсима за ЛОИ 2012. у Лондону, али није успео да обезбеди место у америчком олимпијском тиму пошто је у трци на 100 метара леђно био 6, а на дупло дужој деоници четврти. Након олимпијских игара учестовао је на светском првенству у малим базенима у Истанбулу где је освојио злато у штафети 4×100 мешовито и бронзу у трци на 200 леђно.
На сениорским светским првенствима у великим базенима дебитовао је у Казању 2015. где је наступио у три дисциплине. У трци на 200 метара леђно заузео је 5. место, док је у обе штафете успео да освоји медаље, злато на 4×100 мешовито за мушкарце и сребро на 4×100 мешовито у микс конкуренцији.
На америчким квалификацијама за Игре у Рију 2016. победио је у обе трке у леђној конкуренцији и на тај начин обезбедио себи место у америчком олимпијском тиму. У Рију је Марфи освојио златне медаље у све три дисциплине у којима је наступио (на 100 и 200 леђно и у мушкој штафети на 4×100 мешовито). У финалној штафетној трци пливаној 13. августа 2016. Марфи је леђну деоницу испливао за 51,85 секунди, што је било 9 стотинки брже од дотадашњег светског рекорда у тој дисциплини који је држао још један Американац, Арон Пирсол. У финалу те штафетне трке пливали су још и Коди Милер, Мајкл Фелпс и Нејтан Едријен.
На светском првенству 2017. у Будимпешти Марфи је освојио три медаље, злато у штафети 4×100 мешовито микс, сребро на 200 м леђно и бронзу на 100 м леђно.
Током 2018. остварио је неколико веома запажених резултата, прво на Панпацифичком првенству у Токију где осваја три злазне меаље, а потом и на светском првенству у малим базенима у Хангџоуу где је освојио 6 медаља, од чега три златне.
На светском првенству у корејском Квангџуу 2019. освојио је три сребрне медаље, једну појединачну у трци на 200 леђно, те две у штафетним тркама на 4×100 мешовито и 4×100 мешовито микс.